# Tesla Model X
Tesla Model X — полноразмерный электрический кроссовер производства компании Tesla. Прототип был впервые показан в Лос-Анджелесе 9 февраля 2012 года. Коммерческие поставки начались 29 сентября 2015 года. Tesla Model X разрабатывается на базе платформы Tesla Model S и собирается на основном заводе компании во Фримонте, штат Калифорния.

## Комплектация
Электромобиль с 2021 года доступен только в двух спецификациях: 
- Модель Dual Motor, в базовой комплектации электромобиль оснащен двумя электродвигателями[2] суммарной мощностью 670 л.с и с разгоном до 100 км/ч за 4.4 с, и с запасом хода 489 км.
- Модель Plaid комплектуется тремя двигателями суммарной мощностью 1020 л.с и разгоняется до 100 км/ч за 2.5  с, и с запасом хода 536 км.

Ключевая особенность модели — автоматические двери в форме крыла чайки, которые Tesla называет «крыльями сокола», поскольку дверь имеет не жесткую Г-образную форму, а сгиб с изменяемым углом. Они облегчают доступ в электромобиль для пассажиров второго и третьего рядов, а также требуют меньше места на парковке — 30 см до ближайшей стены или машины. Задние двери будут оснащены специальными датчиками, призванными оберегать их от ударов об окружающие предметы при открытии.
Кроссовер может быть пяти-, шести- или семиместным — по желанию покупателя. Сиденья третьего ряда складываются в ровный пол и увеличивают место для багажа. Кроме того, дополнительный багажник находится спереди под капотом.

## Цены

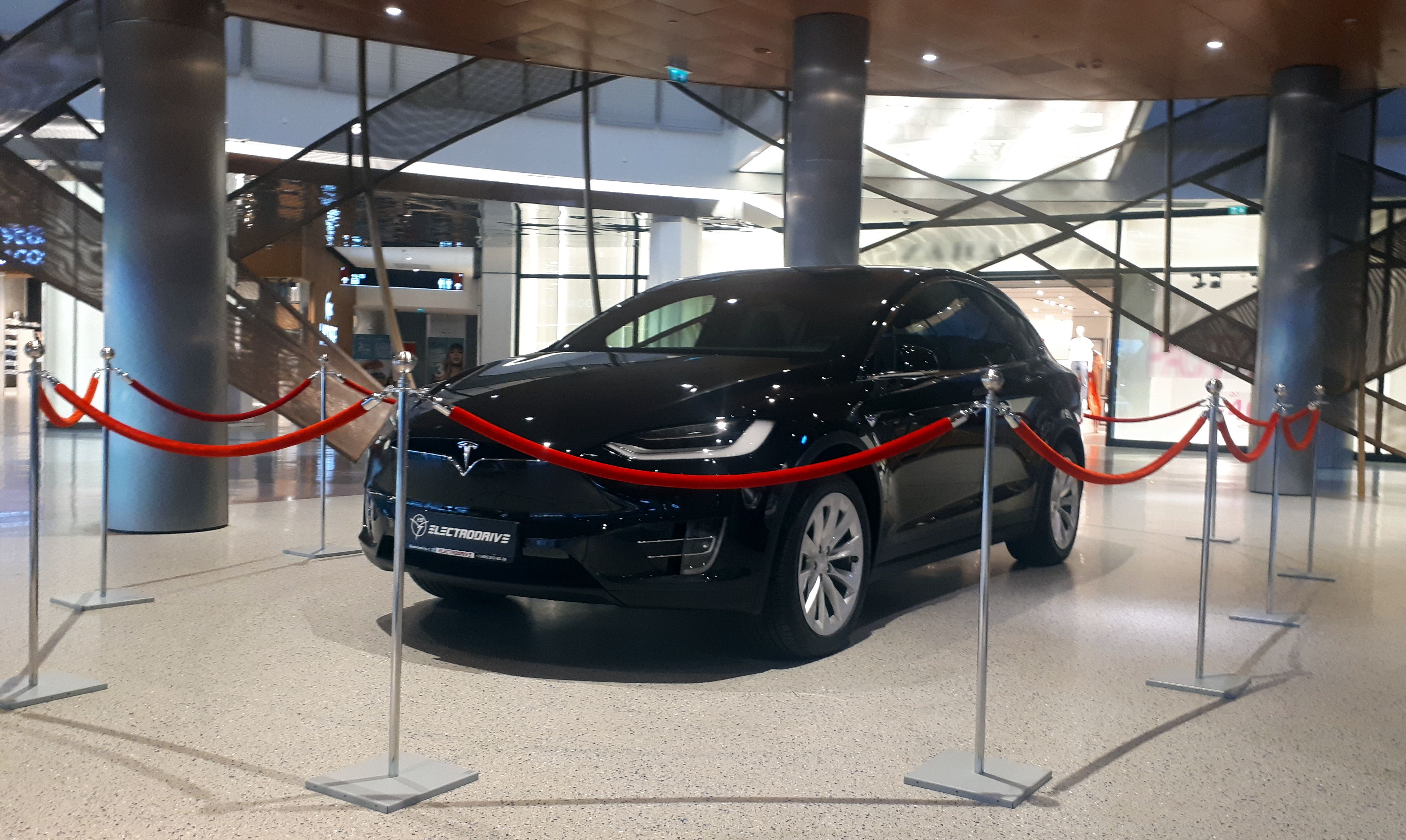

Цены составляют от 132 до 142 тысяч долларов; цена на более доступную базовую комплектацию Model X 70D составляет 81 200 долларов (включая стоимость доставки); таким образом, базовая Model X стоит на 5 тысяч долларов дороже эквивалентной модели S. По словам Илона Маска, в будущем компания предложит менее дорогие версии с уменьшенной батареей.

## История
Среди причин задержки выпуска Tesla Model X были проблемы с дверьми в форме крыла чайки и охлаждением двигателей.
Первыми электромобиль получат покупатели, резервировавшие его более трёх лет назад и внёсшие депозит в 40 тысяч долларов. Предзаказ оформили около 25 тысяч человек, время ожидания поставок для новых покупателей — от 8 до 12 месяцев. В Tesla ожидают, что половину их будущих продаж составят кроссоверы.
Tesla Motors планирует расширить свою аудиторию за счёт женщин с детьми и позиционирует Model X как «самый безопасный SUV за всю историю» и семейный электромобиль для путешествий (машина может тянуть автоприцеп массой более двух тонн). В целом же сегмент дорогих SUV в августе 2015 года вырос в США на 17 %, впятеро лучше всего автомобильного рынка.
В 2016 году Tesla Model X начнут собирать и на европейском заводе компании в нидерландском Тилбурге. Летом 2017 года данный электромобиль появился в России. Его сфотографировали на улицах Воронежа.
В ноябре 2020 года Tesla объявила, что отзовёт в США 9136 электрических кроссоверов Model X производства 2016 года. Причина отзыва — дефекты подвески и обшивки крыши.
| - Вид сзади - Tesla Model X на станции зарядки Tesla Supercharger - Вид сбоку |

## Критика
По информации The Wall Street Journal владельцы автомобиля жалуются на низкое качество Tesla Model X. Отмечаются неполадки как с механическими узлами, так и аппаратно-программной частью. Собственники также отмечают высокую стоимость Model Х — 138 тысяч долларов.